# 希罗尼穆斯·霍尔茨舒尔肖像
《希罗尼穆斯·霍尔茨舒尔肖像》是德意志文艺复兴艺术大师阿尔布雷希特·丢勒的一幅板面油画，创作于 1526 年，现藏于德国柏林的画廊 。签名和日期位于左上角。
该作品在纽伦堡完成，同年德国艺术家还完成了约翰·克莱伯格和雅各布·穆费尔 的肖像。霍尔茨舒尔是当地的贵族和议会参议员 。
这幅画的尺寸与穆费尔肖像相同，因此推测它们可能受用于官方庆典，在市政厅展出。 